# عماطور
عماطور (به عربی: عماطور) یک منطقهٔ مسکونی در لبنان است که در شهرستان شوف واقع شده‌است.